# Lucien Pissarro
Pour les articles homonymes, voir Pissarro.
Lucien Pissarro est un peintre français, né le 20 février 1863 à Paris, et mort le 10 juillet 1944, à Hewood, Somerset, Royaume-Uni.

## Biographie
Lucien Pissarro est le fils aîné du peintre impressionniste Camille Pissarro, (1830-1903) et de Julie Vellay, (1838-1926).
Fuyant la guerre franco-prussienne, la famille déménage à Londres en 1870 pour revenir à Louveciennes en juin 1871, puis rapidement à Pontoise. Lucien grandit entouré des amis de son père : Cézanne, Manet et Monet en particulier et, encouragé dans cette direction, commence à dessiner et à peindre. Il commence sa carrière en tant que peintre paysagiste. Dans les années 1880, il s'intéresse à la sculpture, à la gravure sur bois et travaille entre 1884 et 1890, pour la société d'impression et d'édition d'art, Manzi, Joyant et Cie.
En 1886, il participe avec son père à la VIIIe Exposition impressionniste, avec dix peintures, grandement influencées par ses amitiés avec Paul Signac et Georges Seurat. Un des premiers artistes à s'affirmer du mouvement néo-impressionniste, il expose au premier Salon des indépendants, puis en 1888 à Bruxelles avec la troupe d'avant-garde Les Vingt.
En 1890, il part pour le Royaume-Uni, s'installe définitivement à Londres — il deviendra citoyen britannique en 1916. Là, il se lie d'amitié avec les préraphaélites et les peintres « de plein air ».
Le 10 août 1892 à Richmond, dans le Yorkshire du Nord, il épouse Esther Levi Bensusan, graveuse et illustratrice d'art.
Le 8 octobre 1893, elle donne naissance à leur unique enfant, une fille Orovida Camille Pissarro, qui deviendra, elle aussi, artiste peintre et graveuse. Il rencontre Charles Ricketts et Charles Shannon, graveurs sur bois, et a contribué à leur réputation.
En 1894 il monte une maison d'édition, qui jouera un rôle important dans le développement de l'édition d'art européenne. Il lui donne le nom d'Eragny Press — du nom d'Éragny-sur-Epte (Oise), le village de son père, près de Gisors (Eure). Il y imprimera des livres illustrés jusqu'en 1914. 
En 1896 il quitte la Société des artistes indépendants et, à partir de 1904, il expose au New English Art Club puis avec le Fitzroy Street Group (en), associé à Walter Sickert, Spencer Frederick Gore, Harold Gilman et Charles Ginner. 
En 1897, il déménage dans le quartier de Chiswick, district de Hounslow, à Londres, au 62 Bath Road.
En 1906, il devient membre du New English Art Club. En 1908, il est membre du comité d'exposition de l'Allied Artists' Association.
En 1911, il devient le cofondateur du groupe de Camden Town à Londres.
La correspondance régulière qu'il entretint avec son père constitue un témoignage précieux à propos des mouvements impressionniste et néo-impressionniste.
De 1913 à 1919, il peint des paysages du Dorset, Westmorland, Devon, Essex, Surrey et du Sussex.
En 1919, il forme, avec son frère Ludovic-Rodo Pissarro, James Bolivar Manson (en) et Théo Van Rysselberghe, le Groupe Monarro, visant à promouvoir les artistes, inspirés par les peintres impressionnistes, Claude Monet et Camille Pissarro. Ce groupe contribua fortement à la propagation de l'impressionnisme au Royaume-Uni, mais cessera de fonctionner, trois ans plus tard.
De 1922 à 1937, il peint régulièrement dans le sud de la France, et aussi dans le Derbyshire, au sud du Pays de Galles et dans l'Essex. 
De 1934 à 1944, il expose à la Royal Academy à Londres. 
Lucien Pissarro a vécu ensuite avec sa famille, toujours dans le quartier de Chiswick, au 27 Stamford Brook Road, où une plaque commémorative, dite « blue plaque », est apposée actuellement sur la façade de son ancienne maison.

Lucien Pissarro, à Londres
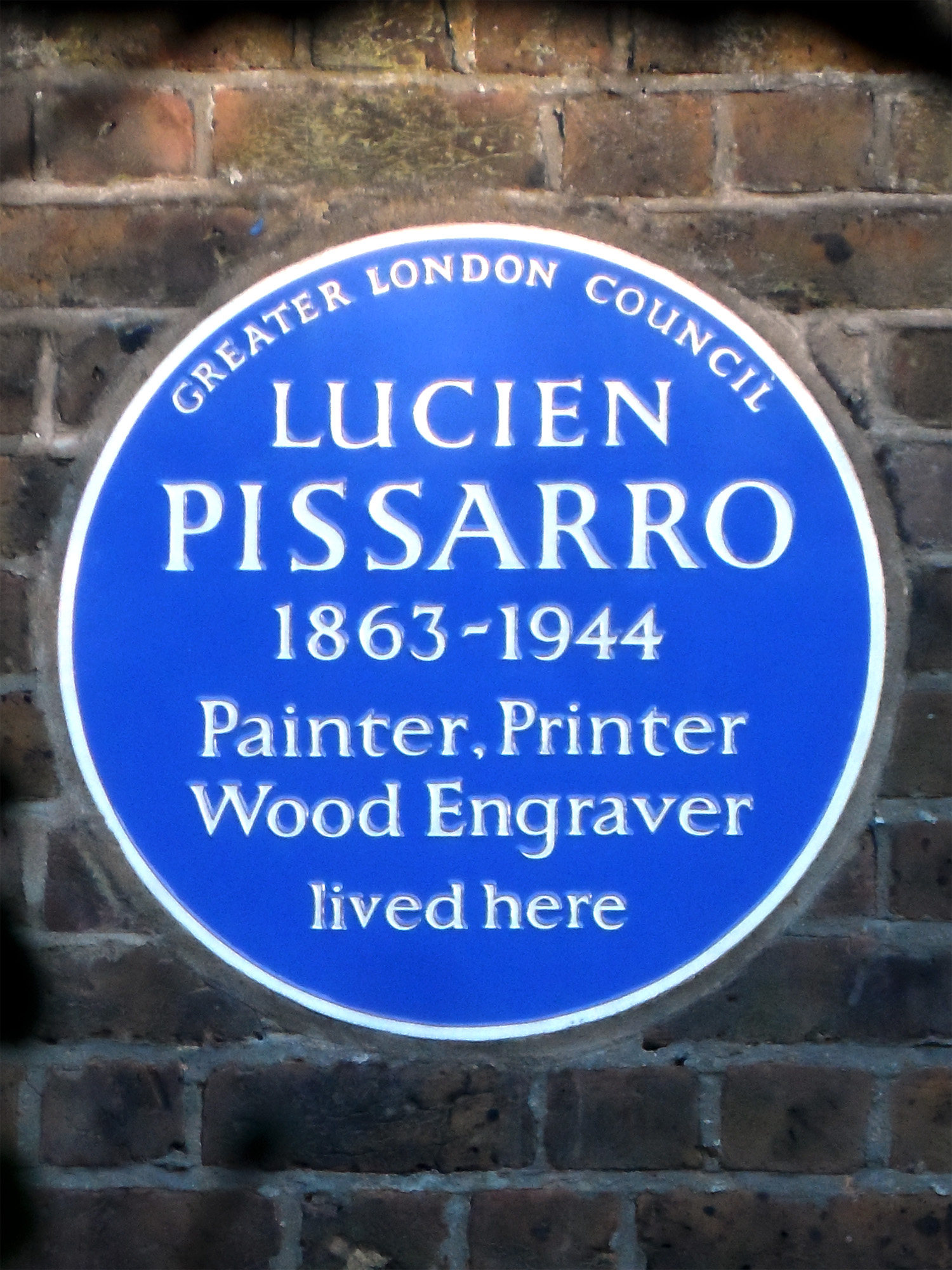
Blue plaque
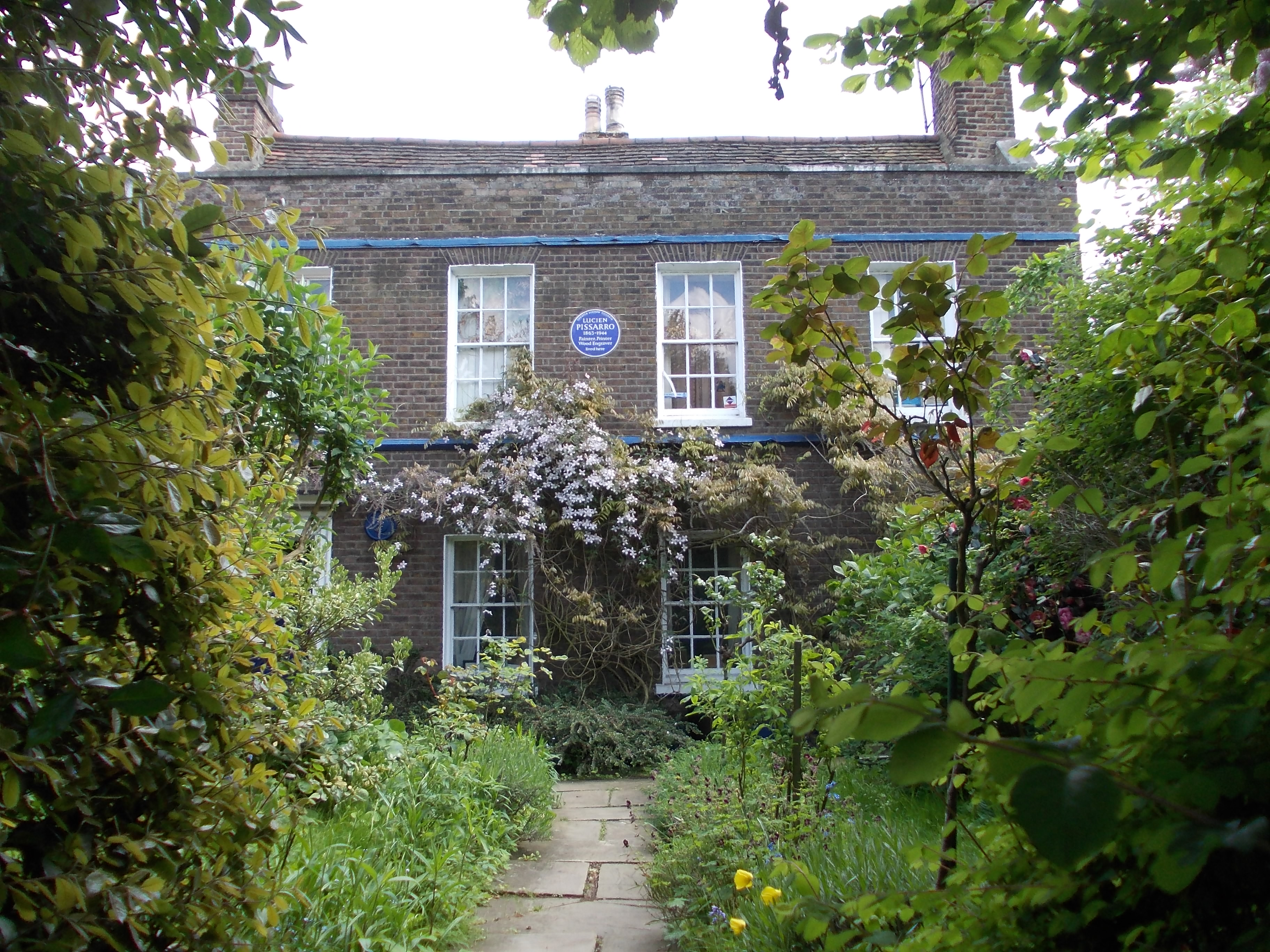
27 Stamford Brook Road Chiswick London
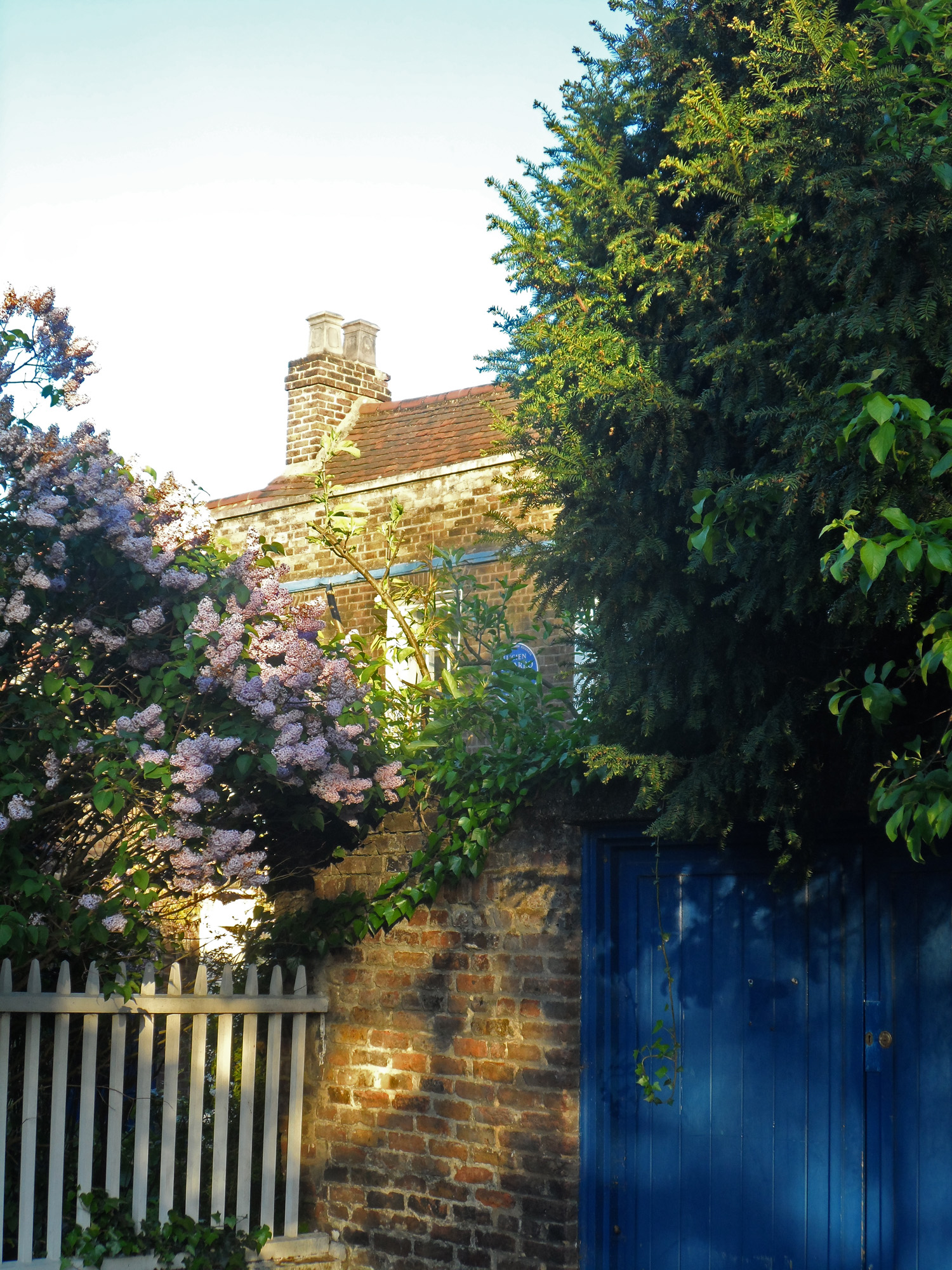

Lucien Pissarro décède le 10 juillet 1944 à Hill cottage  à Hewood, Thorncombe, Somerset.

### Créateur de caractères
Lucien Pissarro a fondé avec son épouse une private press, Eragny Press, pour laquelle il réalise des gravures et crée en 1903, une police de caractères, le « Brook »
Plus tard, il travaille avec la Zilverdistel à La Haye (Pays-Bas) et dessine le caractère « Distel », dont les poinçons sont gravés par Edward Prince.

## Quelques œuvres référencées
- L'Église de Gisors, 1888, huile sur toile 50 × 73 cm, musée d'Orsay, Paris[10]
- La Maison de la femme sourde, 1888, Huile sur toile 58 × 72 cm, musée d'Orsay, Paris
- Le Laboureur. Gravure sur bois d'après Camille Pissarro. 12 × 17 cm.
- Nightingale Farm, Langham (Essex). Huile sur toile. 33 × 47 cm. Stern Pissarro Gallery[Note 2], Londres, Royaume-Uni.
- Lane Head Farm, Brough. Huile sur toile. 50 × 64 cm. Stern Pissarro Gallery, Londres
- The Pool, Blackpool (Devon). Huile sur toile. 65 × 52 cm. Stern Pissarro Gallery, Londres.
- The Cyder Shed (Blackpool, Devon). Huile sur toile. 65 × 54 cm. Stern Pissarro Gallery, Londres.
- Rye from Cadborough. Crayon et aquarelle. 19 × 25 cm. Stern Pissarro Gallery, Londres.
- Acton. Crayon et aquarelle. 9 × 12 cm. Stern Pissarro Gallery, Londres.
- Fishpond. Crayon et aquarelle. 12 × 18 cm. Stern Pissarro Gallery, Londres.
- La Frette. Aquarelle. 16 × 20 cm. Stern Pissarro Gallery, Londres.
- Hansom Cab. 1886/1888. Gravure à l'eau-forte. 6 × 10 cm. Stern Pissarro Gallery, Londres.
- Café de Province no.II. 1888. Gravure à l'eau-forte. 10 × 13 cm. Stern Pissarro Gallery, Londres.
- Vue d'Eragny. 1892. (Éragny-sur-Epte, France), Huile sur toile, 36,5 × 46,3 cm, Royal Academy of Arts, Londres[11].
- Portrait of Esther Lucien Pissarro, 1893, huile sur toile, 41 × 38 cm, Hull Museums, Ferens Art Gallery (en), Hull, Royaume-Uni[12]
- La nouvelle route, (Cotignac, France), 1937, Ashmolean Museum, Oxford, Royaume-Uni[13].

## Galerie

Lucien Pissarro
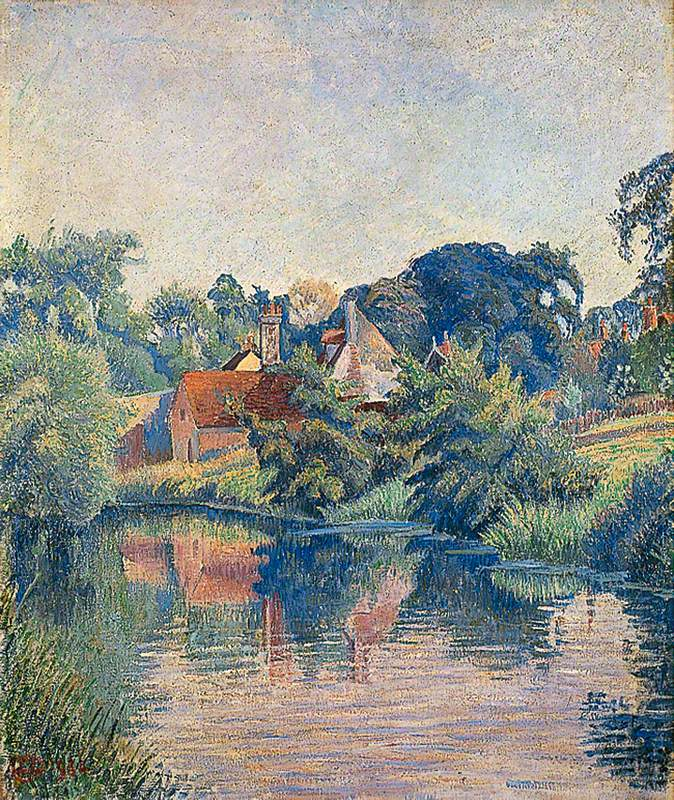
Le Stour, Stratford St Mary, Colchester
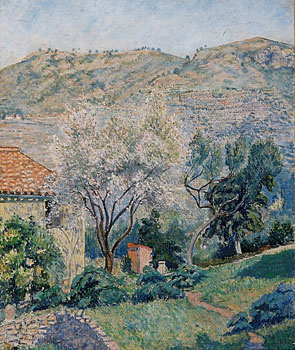
Paysage, Brookleton, août
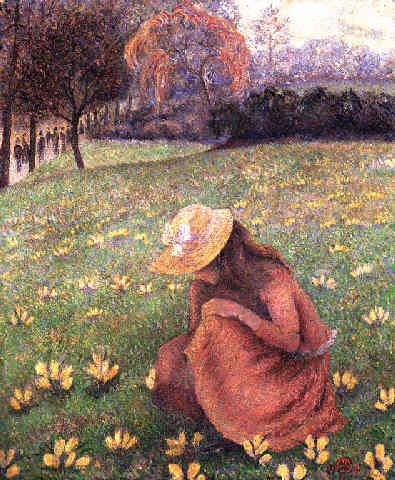
Cueillette de crocus
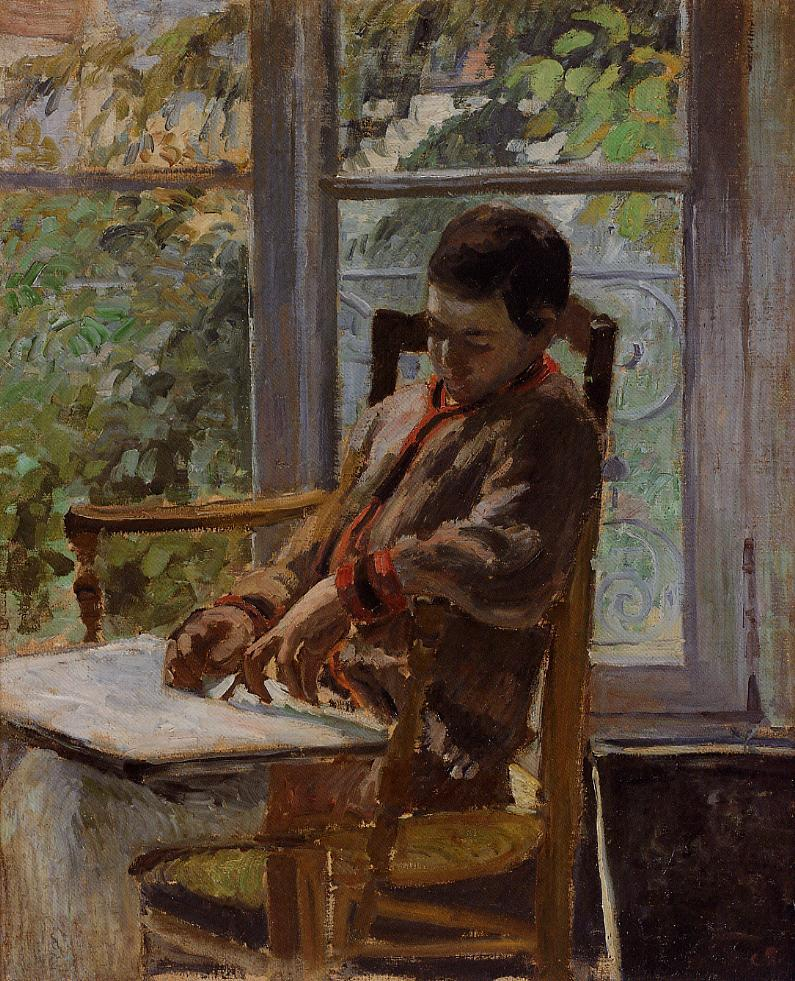
Portrait de Lucien Pissarro par Camille Pissarro, (1875)
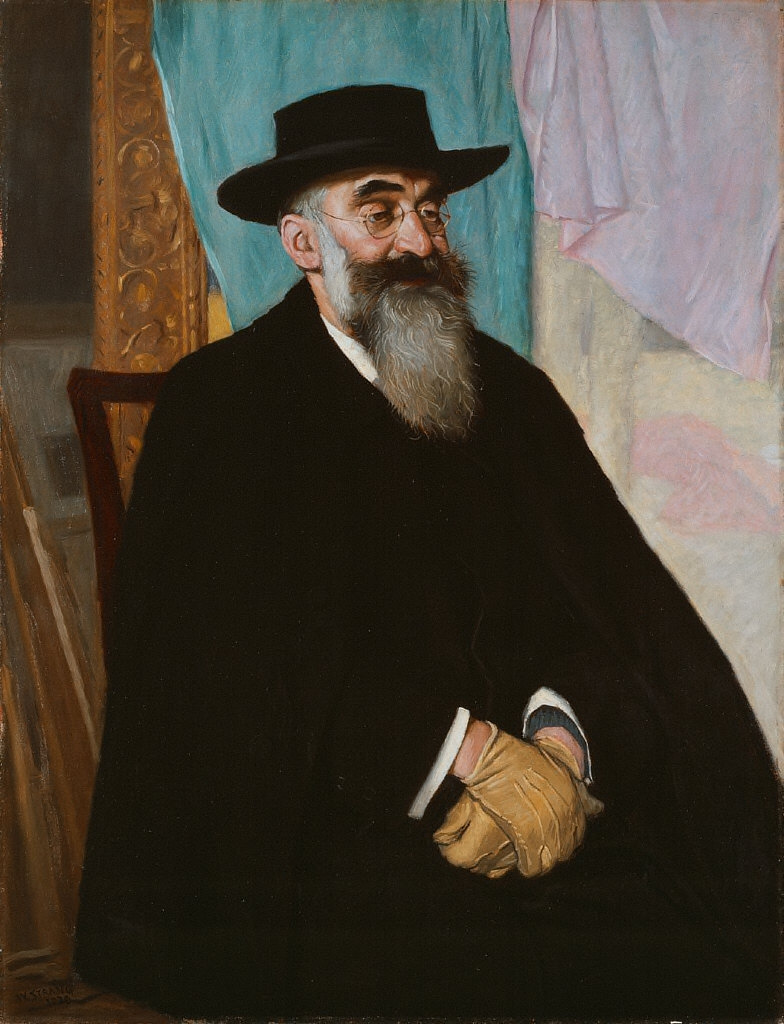
Portrait de Lucien Pissarro par William Strang Musée des beaux-arts du Canada, Ottawa, (1920)